# Dorin Mateuț
Dorin Mateut est un footballeur roumain né le 5 août 1965 à Bogata-Curtuiuș. Il évoluait au poste de milieu de terrain.
Il a participé à la Coupe du monde 1990 avec l'équipe de Roumanie.

## Biographie

### Bilan en équipe de Roumanie
- 56 sélections et 10 buts entre 1984 et 1991
- Participation à la Coupe du Monde en 1990 (1/8 de finaliste)

## Palmarès

### En club
- Champion de Roumanie en 1990 avec le Dinamo Bucarest
- Vainqueur de la Coupe de Roumanie en 1990 avec le Dinamo Bucarest
- Demi-finaliste de la Coupe d'Europe des Vainqueurs de Coupe en 1990 avec le Dinamo Bucarest

### Distinctions individuelles
- Élu meilleur footballeur roumain de l'année en 1988
- Meilleur buteur du Championnat de Roumanie en 1989 (43 buts)
- Soulier d'or européen en 1989 avec 43 buts